# Classic Haribo
Die Classic Haribo war ein französisches Straßenradrennen.
Das Eintagesrennen, welches seinen Termin für gewöhnlich Ende Februar hatte und von der französischen Stadt Uzès im Département Gard auf einem rund 200 Kilometer langen Kurs nach Marseille führte, wurde erstmals im Jahr 1994 ausgetragen. Da der Süßigkeitenhersteller Haribo sein Sponsor-Engagement mit dem Ende der Saison 2006 einstellte, war die Fortsetzung des Rennens nicht mehr gewährleistet.
Seit Einführung der UCI Europe Tour in der Saison 2005 war das Rennen Teil dieser Rennserie und in die Kategorie 1.1 eingestuft. Die Classic Haribo war außerdem von 1995 bis 2006 ein Teil des Coupe de France, einer Rennserie von französischen Eintagesrennen. Rekordsieger ist Jaan Kirsipuu, der das Rennen dreimal für sich entscheiden konnte.

## Sieger
| - 2006 Arnaud Coyot - 2005 Gorik Gardeyn - 2004 Thor Hushovd - 2003 Jaan Kirsipuu | - 2002 Jaan Kirsipuu - 2001 Hans De Clercq - 2000 Jaan Kirsipuu - 1999 Stuart O’Grady | - 1998 Lauri Aus - 1997 Frédéric Guesdon - 1996 Laurent Jalabert - 1995 Giuseppe Citterio - 1994 Erik Zabel |

## Trivia
Der Sieger bekam als Preis sein Körpergewicht in Gummibärchen der Marke Haribo.